# Río Dubenka
El río Dubenka (del ruso: Дубенка) es un río del óblast de Moscú, Rusia, afluente del Kliazma. Nace 10 km al nordeste de la ciudad de Krasnoarmeisk, desembocando en el Sherná 4 km por encima de Mámontovo.
A mediados del siglo XV el río, desde Stromyn a su desembocadura pertenecía al monasterio Stromynski construido a orillas del mismo.
En el siglo XIX, en la aldea de Borovkovo se erigieron tintorerías para el hilado y las telas de algodón, para lo que se represó el río en esta localidad.
Las orillas del Dubenka en su curso superior y medio están cubiertas de rocas con poca población de bosque, con aspecto de taiga. En el curso inferior del río son característicos los 
la corriente son cubiertas con los macizos enormes de poca población de bosque y tienen el aspecto pintoresco de la taiga. En el curso inferior del río son característicos los bosques de pino. En la aldea Stromyn es de remarcar la iglesia Uspenski.
Es un río de bosque, con una longitud cercana a los 40-45 km, que discurre por un paraje plano. Su profundidad media es de 0.5 m, alcanzando los 0.8 m (en los remolinos). La anchura más grande es de 14 m, aunque en ciertos momentos ésta no alcanza el metro. Las orillas son bajas y arcillosas, en algunas partes con turba, arenoso. En el curso inferior cerca de Borovkovo, el curso es represado por una presa de tierra de 285 m y 4 m de altura, que crea un pequeño estanque. Recoge una alimentación principalmente nival. El Dubenka se hiela desde noviembre—comienzo de diciembre hasta finales de marzo—abril.
Sus principales afluentes son el Brodok (12 km, que pasa cerca de las localidades de Stepankovo y Kostyshi); el Gvozdenka o Stromyn (10 km, que desemboca cerca de Stromyn).